# Autelbas
Autelbas (allemand : Nieder-Elter, luxembourgeois : Nidderälter et Buergelter, wallon : Åtébas) est une section de la ville belge d’Arlon située en Région wallonne dans la province de Luxembourg et le Pays d'Arlon. C’est également, avec Barnich, un des noms officieux donnés au village d’Autelbas-Barnich qui est le sujet principal de cet article.
Autelbas-Barnich est surtout connu pour les ruines du château des seigneurs d’Autel, les découvertes concernant la production de poteries mérovingiennes/carolingiennes, ainsi que la persistance de la structure agricole dichotomique des villas carolingiennes via la séparation administrative jusqu’en 1948 des villages contigus d’Autelbas et Barnich.

## Géographie
L’altitude à Autelbas-Barnich est d’environ 330 m.
Il y coule le ruisseau d'Autelbas qui prend sa source dans le village voisin d’Autelhaut (à l'ouest, où il est appelé Schlaus) et qui descend vers le village voisin de Sterpenich (à l’est) avant de se jeter dans l’Eisch à Hagen (Luxembourg).

### Communications
Le village est délimité au nord par la route , ainsi que par la voie romaine Reims-Trèves quelques dizaines de mètres plus au nord.
En bordure sud passe la ligne de chemin de fer 162 Bruxelles-Namur-Luxembourg. Depuis la fin des années 1980, plus aucun train ne s’y arrête. Les quais de la « halte » ont été enlevés quelques années plus tard et le passage à niveau fut totalement démantelé en 2009, ne laissant qu’une seule route aux navetteurs et agriculteurs pour atteindre rapidement la partie sud-ouest des environs.
La station d’Autelbas, nom inventé par la SNCB, est un ancien point d’arrêt sur la ligne 162 et se trouve à la jonction avec la ligne 167 menant à Athus. Cette station se trouve à plus de deux kilomètres d’Autelbas-Barnich, à la rue de la Biff (« bifurcation ») à la sortie de Hondelange au-delà de l’autoroute sur la route menant à Autelhaut. Cet endroit était autrefois désert.
Un kilomètre au sud d’Autelbas-Barnich, au-delà de la colline, passe l’autoroute /E 25 reliant Bruxelles à Luxembourg, mais pour l’emprunter il faut aller jusqu’à Sterpenich ou Weyler.

## Démographie
Le village d'Autelbas-Barnich comptait 651 habitants au 31 décembre 2019, tandis que la section d'Autelbas en comptait 2 547.

### Évolution démographique
Le graphique ci-après reprend l'évolution démographique de l'ancienne commune d'Autelbas.
- Source : DGS, 1831 à 1970=recensements population, 1976= habitants au 31 décembre

## Histoire

### Débuts
On a retrouvé à Autelbas-Barnich des traces de présence humaine datant surtout de la fin du Néolithique et du début de l’âge du bronze, mais rien du Mésolithique ou de l’âge du fer.
La grande quantité de vestiges d’habitations et nécropoles datant du Ier au début du Ve siècle indique le développement de l’agriculture au village à l’époque romaine, grâce aux chaussées romaines Reims-Trèves et Tongres-Metz, au vicus d’Orolaunum et au diverticule romain traversant le village.

### Moyen Âge
La villa d’Altare (Autel) apparaît à l’époque carolingienne. Son nom vient du temple romain dédié au dieu gaulois Camulus installé le long de la voie romaine Reims-Trèves sur les hauteurs du Wolberg.
Une villa carolingienne est classiquement définie comme un domaine agricole auto-suffisant et est composée, du point de vue agricole, de la réserve domaniale exploitée par ou pour le maître d'une part, et des manses ou tenures exploitées personnellement par les serfs d’autre part. À Autelbas-Barnich, cette dichotomie va perdurer à travers les âges, ce qui est assez rare.
Avec l’apparition du système féodal, la réserve domaniale devient une seigneurie et prend le nom d’Autel (Elter en allemand), puis plus tard d’Autelbas. Elle correspond à la zone entourant le château, à la partie sud-ouest du village actuel.
La partie libre de la villa prend le nom de Barnich, nom venant de la racine bor ou bar qui désigne l’habitat du pied ou du sommet d’une hauteur, en l’occurrence du pied de la colline où se situe le cimetière actuel (le quartier de l’église du côté oriental du village).
Cette partie est stratégiquement affranchie à la loi de Beaumont en 1256 par l’abbaye de Clairefontaine qui reçut la villa d’Autel la même année de Henri Ier de Daun, maréchal de la cour, qui la reçut lui-même en fief en 1224 de la comtesse Ermesinde de Luxembourg.
En 1257, la villa, amputée d’une partie de son territoire et avec Barnich affranchi, est revendue au comte Henri. Les bans d’Autelbas et de Barnich, excepté les bois, resteront en commun. La bande de terrain située entre les deux parties, où se trouvent aujourd’hui les anciennes écoles communales et la place du Centenaire, servait de zone commune où le bétail pouvait s’abreuver au ruisseau en attendant de partir à la glandée.
Le précédent château qui se trouvait à l’endroit du château actuel est construit en ce XIIIe siècle.
La réserve domaniale, déjà morcelée, semble avoir été donnée en fief aux Dautel, famille venant probablement du villicus (gérant) local, entre 1257 et 1270. Les seigneurs d’Autel ne reçoivent les revenus de Barnich qu’au début du XIVe siècle et deviennent ainsi propriétaires d’une grande partie du territoire via les voueries.
Les Dautel seront maîtres absolus également à Barnich, grâce à la structure de la justice. En effet, à Autelbas ils exercent la basse et moyenne justice, ainsi que la haute justice à partir de 1380, l’appel de leurs sentences se faisant à la prévôté d’Arlon. Les bourgeois de Barnich n’exercent que la basse justice à Barnich, dont les sentences sont en outre soumises à l’approbation du prévôt d’Arlon. Or, le souverain nomme souvent un jeune noble des environs comme prévôt, et donc souvent un Dautel.
Les Dautel occuperont des positions importantes et suivront la destinée des comtes de Luxembourg et d’Arlon.
- Huart Ier devient maréchal, puis sénéchal du roi Jean l’Aveugle et est le premier à porter le titre de seigneur d’Autel[H 5].
- Huart II, fils du précédent, devient sénéchal, diplomate des rois de Bohême, seigneur engagiste et gouverneur civil et militaire du duché de Luxembourg[H 5].
- Plusieurs Dautel de différentes branches ont siégé simultanément au siège des nobles à Luxembourg[H 6].

En 1371, la superficie de la seigneurie a plus que quintuplé. Son territoire s’étend grosso modo sur la vallée du ruisseau d’Autelbas (depuis Autelbas jusqu’à l’embouchure à l’est) et une petite partie de la vallée du haut Eisch (depuis Grass et Kahler au sud jusqu’au nord de Steinfort au nord).
Les seigneurs d’Autel portaient de gueules à la croix d’or semé de billettes du même, armes parlantes faisant référence au nom de leur terre (Autel) et de leur paroisse (Sainte-Croix).
Afin de maintenir son pouvoir, Huart II s’oppose, en tête de la noblesse luxembourgeoise, à Antoine de Bourgogne qui obtient le duché de Luxembourg en 1409 par son mariage. Le château d’Autel, étant bien trop modeste pour résister, est pris et détruit en 1412. Il n’est reconstruit qu’en 1432.
La branche des Dautel d’Autelbas s’éteint à la fin du XVIe siècle. La seigneurie passe alors dans les mains de plusieurs familles nobles.

### Temps modernes
À la Révolution française, les voueries deviennent la propriété de leurs exploitants, faute de contrats de propriété écrits.
À l’indépendance de la Belgique, Autelbas devient une commune à part entière jusqu’à la fusion des communes de 1977. Elle comprenait les sections d’Autelhaut, Autelbas, Barnich, Birel, Clairefontaine, Sterpenich et Weyler.
Des fermiers locataires occupent le château à partir du milieu du XIXe siècle.
Durant la Première Guerre mondiale, le domaine seigneurial est vendu par lots aux villageois.
Autelbas était donc également, jusqu’en 1948, une section de commune (un village) correspondant grosso modo à la partie ouest de l’actuel village d’Autelbas-Barnich, l’autre partie étant le village de Barnich, évolution de la partie libre de la villa d’Altare qui avait été affranchi à la loi de Beaumont au XIIIe siècle. Il subsistait toujours des tensions entre les deux villages, car Barnich, avec l’abolition de l’Ancien Régime, était plus avantageux concernant le bois d’affouage et donc le développement démographique s’y concentrait. En 1948, le gouverneur de la province fit fusionner les deux villages en Autelbas-Barnich, afin de mettre un terme à ces querelles d’un autre temps et régler le problème du financement des grands travaux publics à Autelbas.
Aujourd’hui encore, les esprits sont confus quant aux noms Autelbas, Barnich et Autelbas-Barnich.

## Patrimoine et culture

### Patrimoine archirectural

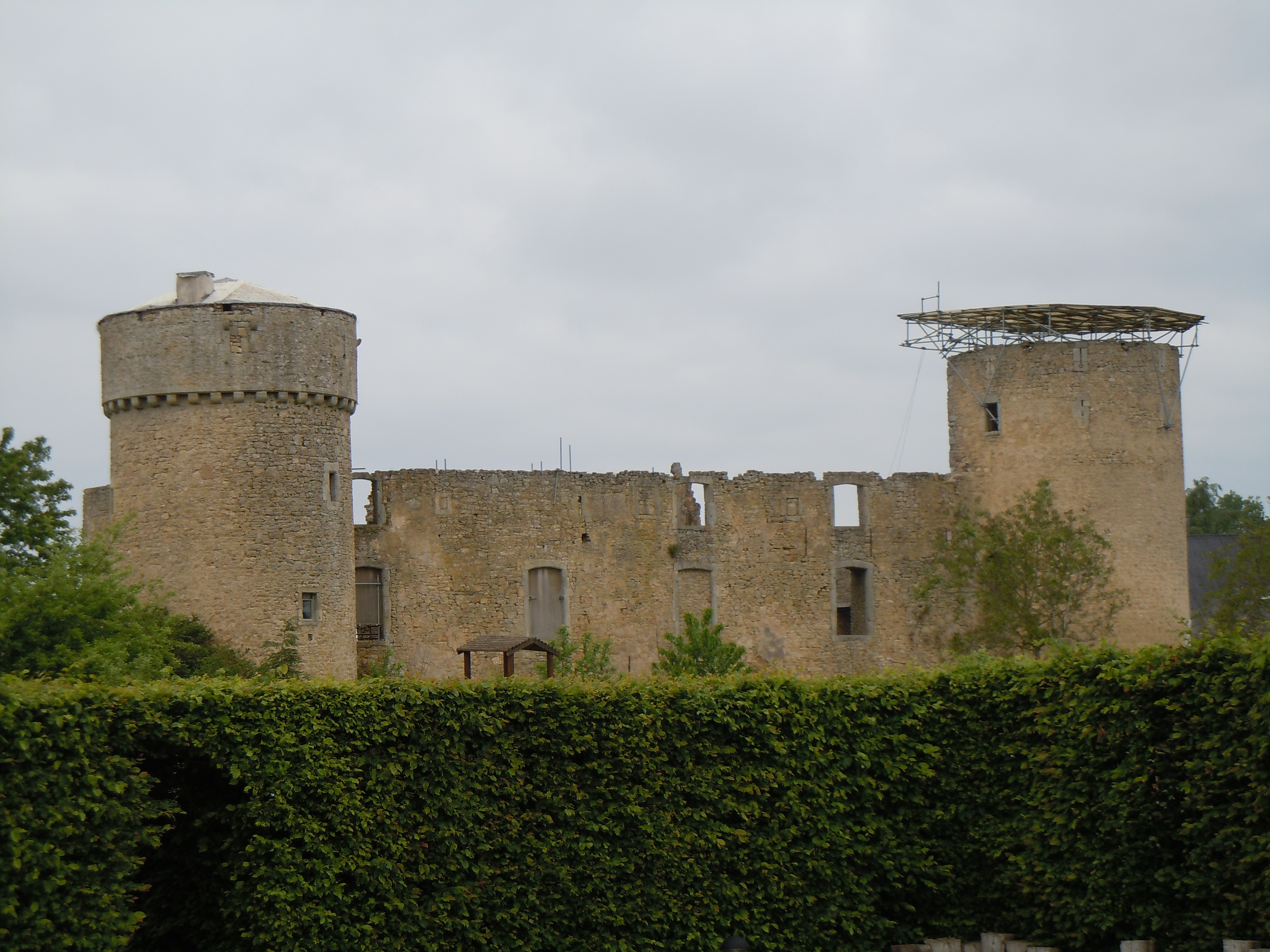
Le château vu de l’est.

#### Le château
Les ruines actuelles du château sont ce qui reste du château de plaine construit en 1432 sur les ruines le l’ancien château détruit en 1412 par les Bourguignons. La courtine actuelle formait l’aile orientale d’un parallélépipède, cette dernière étant plus courte que l’aile occidentale. Le château subit de très nombreuses modifications, améliorations, réparations et reconstructions partielles à travers les siècles, tant pour la forteresse elle-même que pour les annexes telles que la ferme, les jardins, le four…
Il fut habité par les seigneurs d’Autel pendant un siècle et demi, puis par diverses familles nobles à partir de la fin du XVIe siècle, et changera encore souvent de propriétaire jusqu’à aujourd’hui.
Il est classé en 1976, puis gravement endommagé par un incendie en 1983.
En 1992, la Région wallonne le fouille. Il est en travaux depuis 1998 afin de stabiliser son état et restaurer certaines parties.

#### Les four et moulin banaux
En bordure occidentale du village, à la limite de l’enceinte seigneuriale, dans la rue Huart d’Autel, se trouvent encore :
- le moulin banal d’Autelbas, moulin à eau alimenté par un affluent du ruisseau, ce dernier ayant été détourné pendant une certaine période jusqu’en 1974 pour renforcer le cours de son affluent ;
- le bâtiment du dernier four à pain banal d’Autelbas, construit au XVIIIe siècle à l’écart des habitations le long du ruisseau, qui a été transformé en profondeur et a vu beaucoup de ses éléments intérieurs enlevés à la fin du XXe siècle.

#### Bâtiments et monuments religieux

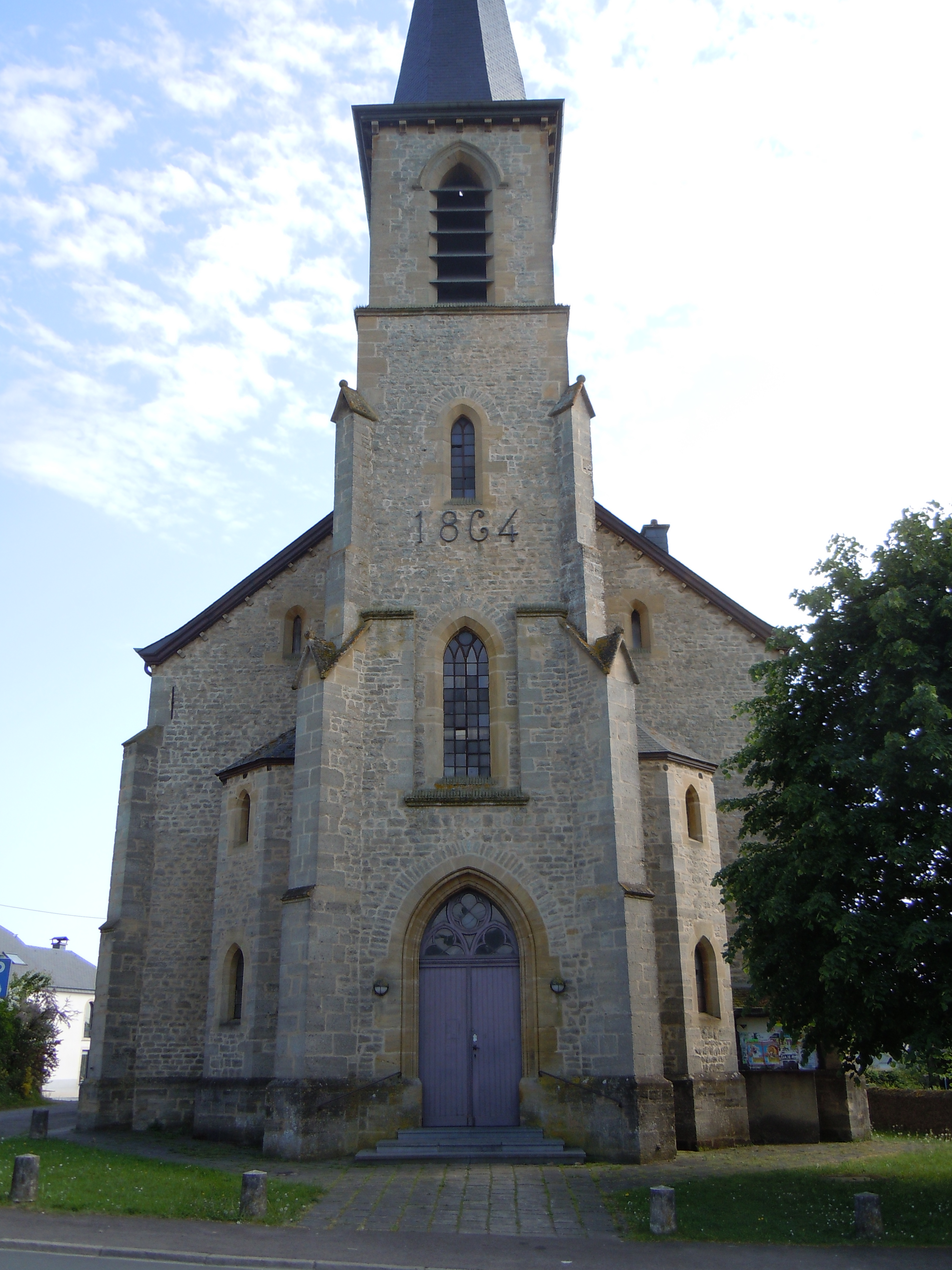
La façade de l’église, côté nord.

- La première chapelle du village fut construite par Jean d’Autel vers 1430.
- L’église[5] du village, construite en 1864, a comme patron saint Willibrord.
- L’ancien presbytère est situé sur le flanc de la colline de Barnich, en contrebas du cimetière.
- Une petite chapelle est intégrée au mur oriental d’enceinte seigneuriale, à côté de l’entrée principale du château.
- Il existe encore plusieurs calvaires à découvrir le long des routes, dont le calvaire Saint-Valentin classé en 1989 et situé rue du Hämmelsmarsch 32.

#### Divers

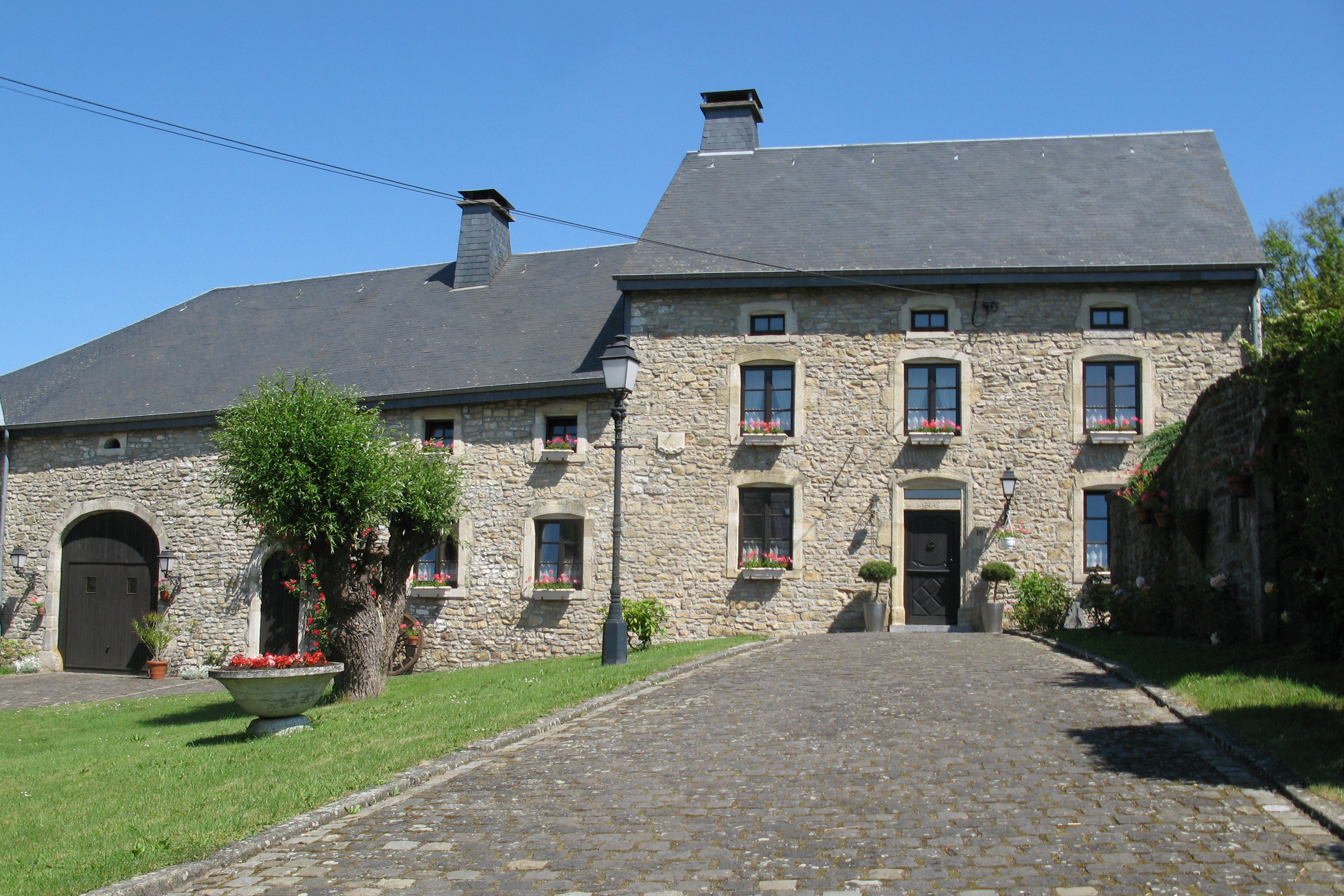
Une ferme de 1790 près de l’église.

- Les anciennes écoles communales primaire et maternelle, construites au XIXe siècle, se situent au centre du village, ainsi qu'un lavoir érigé en 1911[6] à côté de l’ancienne école primaire. Une nouvelle école communale maternelle et primaire pour les villages d'Autelbas-Barnich et Sterpenich, nommée « école de Barnich-Sterpenich » et située entre les deux villages, en face du terrain de football, entre en activité en 2015.
- La place du Centenaire, créée à l’occasion du centenaire de l’indépendance de la Belgique, se situe à côté de l’ancienne école primaire et du lavoir et comporte l'arbre du Centenaire, arbre classé remarquable. Elle est rénovée en 2021 pour en faire un espace de jeux, détente et convivialité.
- Un petit lavoir à trois bacs de 1861[6] est situé à la sortie orientale du village sur la route de Sterpenich, à côté d'un arbre classé remarquable.
- On peut encore voir de nombreuses vieilles fermes, dont certaines sont encore en activité.
- La nature est très présente au village, comme en témoignent les nombreuses zones verdoyantes et arbres remarquables.

## Économie

### Production de poteries mérovingiennes et carolingiennes
Autelbas présente un site quasi industriel de production de poterie de l’époque mérovingienne, voire carolingienne. Cette découverte est assez importante car elle a permis de remettre en question une assertion largement diffusée selon laquelle les bouts de poterie trouvés sur la plupart des sites européens dataient de l’époque romaine. Les différents musées dans un rayon de plus de 300 kilomètres autour de ce site ont réétudié leurs morceaux de poterie de manière à déterminer si ceux-ci provenaient de l’époque romaine ou de l’époque médiévale. À Autelbas, les objets les plus représentatifs sont des cruches et des écuelles à fond plat. Ils semblent avoir connu un certain renom à l’époque car on en retrouve notamment dans la région de l’Escaut et au Grand-Duché de Luxembourg.
Les poteries découvertes sont exposées au musée d’Autelbas.

## Vie associative et sport
Le village voit passer, au fil de l’année, des activités proposées par diverses ASBL :
- Vivre à Barnich, créée en 1986, qui en plus d’organiser plusieurs fêtes et activités, avait pour objectif ambitieux la rénovation du château et l’aménagement de salles utilisables pour des activités associatives, l’ASBL le détenant par bail emphytéotique mais ne disposant pas de « salle de village ».
- la Royale Philharmonie l’Union Sterpenich-Barnich[8], société de musique née de l’absorption en 1982, par la Philharmonie l’Union de Sterpenich créée en 1901, de l’Aurore d’Autelbas-Barnich créée en 1904, cette dernière ne disposant plus de salle de répétition et d’un nombre suffisant de musiciens pour continuer à fonctionner seule ; les répétitions et prestations se déroulaient d’ailleurs déjà en commun avec la société de Sterpenich à Sterpenich dans sa salle des fêtes l'Union depuis plusieurs années.
- la Jeunesse Autelbas, club de football créé en 1971 où n’évoluaient au départ que des joueurs originaires de l’ancienne commune d’Autelbas. Le terrain est situé à la sortie orientale du village sur la route de Sterpenich.

La kermesse annuelle du village a lieu le dernier week-end du mois d’août sur le site de l’ancienne école primaire et de la place du Centenaire.

### Religion
Pour ce qui est de la religion dominante catholique, Autelbas-Barnich fait partie de l'unité pastorale Les eaux vives du pays d'Arlon, avec les paroisses d’Autelhaut, Clairefontaine, Sterpenich, Toernich, Udange et Weyler. Elle dépend du doyenné d’Arlon.